# Nederlandse kampioenschappen atletiek 1961
In 1961 werden de Nederlandse kampioenschappen atletiek gehouden op 29 en 30 juli op de sintelbaan van sportcomplex “De Vijf Sluizen” in Vlaardingen. De organisatie lag in handen van het district Zuid-Holland van de KNAU. De weersomstandigheden waren zonnig.
Het Nederlands kampioenschap de 3000 m steeple werd op 24 september gehouden op de sintelbaan aan het Olympiaplein in Amsterdam.
Het Nederlands kampioenschap tienkamp (heren) vond op 26 en 27 augustus plaats in het Sportpark Aalsterweg in Eindhoven en de vijfkamp (dames) op 3 en 4 september op de sintelbaan in Den Helder.

## Uitslagen

### 100 m
| rang   | atleet      | prestatie |
| ------ | ----------- | --------- |
| Goud   | Frits Boss  | 11,0 s    |
| Zilver | Bob Vos     | 11,1 s    |
| Brons  | Harry Dirks | 11,1 s    |

| rang   | atlete               | prestatie |
| ------ | -------------------- | --------- |
| Goud   | Ellen Ort            | 12,2 s    |
| Zilver | Wil Koster-Kapel     | 12,4 s    |
| Brons  | Tilly van der Zwaard | 12,5 s    |

### 200 m
| rang   | atleet      | prestatie |
| ------ | ----------- | --------- |
| Goud   | Frits Boss  | 21,8 s    |
| Zilver | Bob Vos     | 22,1 s    |
| Brons  | Harry Dirks | 22,3 s    |

| rang   | atlete               | prestatie |
| ------ | -------------------- | --------- |
| Goud   | Ellen Ort            | 24,2 s    |
| Zilver | Wil Koster-Kapel     | 24,8 s    |
| Brons  | Tilly van der Zwaard | 25,0 s    |

### 400 m
| rang   | atleet            | prestatie |
| ------ | ----------------- | --------- |
| Goud   | Fred Moerman      | 50,1 s    |
| Zilver | Rob van der Knaap | 50,2 s    |
| Brons  | Piet Kortleve     | 50,4 s    |

| rang   | atlete          | prestatie |
| ------ | --------------- | --------- |
| Goud   | Gerda Kraan     | 56,5 s    |
| Zilver | Fiep Twente     | 58,5 s    |
| Brons  | Geesje Soesbeek | 59,0 s    |

### 800 m
| rang   | atleet         | prestatie |
| ------ | -------------- | --------- |
| Goud   | Aad Steylen    | 1.53,2    |
| Zilver | Kees Koppelaar | 1.55,5    |
| Brons  | Chris Konings  | 1.55,9    |

| rang   | atlete             | prestatie |
| ------ | ------------------ | --------- |
| Goud   | Gerda Kraan        | 2.12,2    |
| Zilver | Willy van der Veen | 2.21,7    |
| Brons  | Toos Adriaansen    | 2.27,2    |

### 1500 m
| rang   | atleet           | prestatie |
| ------ | ---------------- | --------- |
| Goud   | Henk Snepvangers | 3.54,5    |
| Zilver | Harry Janssen    | 3.55,2    |
| Brons  | Ben Gilling      | 3.56,8    |

### 5000 m
| rang   | atleet       | prestatie |
| ------ | ------------ | --------- |
| Goud   | Joep Delnoye | 14.41,4   |
| Zilver | Frans Kunen  | 14.41,8   |
| Brons  | Piet de Haas | 14.53,7   |

### 10.000 m
| rang   | atleet          | prestatie |
| ------ | --------------- | --------- |
| Goud   | Frans Kunen     | 31.01,0   |
| Zilver | Fons Velthuizen | 31.18,4   |
| Brons  | Jan Boelens     | 32.32,8   |

### 110 m horden/80 m horden
| rang   | atleet        | prestatie |
| ------ | ------------- | --------- |
| Goud   | Eef Kamerbeek | 14,8 s    |
| Zilver | Herman Timme  | 15,3 s    |
| Brons  | Hans Joachim  | 15,7 s    |

| rang   | atlete        | prestatie |
| ------ | ------------- | --------- |
| Goud   | Toos Mutter   | 11,4 s    |
| Zilver | Lia Hinten    | 11,5 s    |
| Brons  | Selma Heystek | 12,0 s    |

### 400 m horden
| rang   | atleet             | prestatie |
| ------ | ------------------ | --------- |
| Goud   | Joop Vissers       | 56,0 s    |
| Zilver | Ferry van der Zant | 56,8 s    |
| Brons  | Peter Nederhand    | 57,9 s    |

### 3000 m steeple
| rang   | atleet           | prestatie |
| ------ | ---------------- | --------- |
| Goud   | Reindert Verkade | 9.43,0    |
| Zilver | Jan Wit          | 9.41,0    |
| Brons  | Co Faas          | 9.45,6    |

### Verspringen
| rang   | atleet           | prestatie |
| ------ | ---------------- | --------- |
| Goud   | Gerard Weisscher | 7,13 m    |
| Zilver | Kees Goverde     | 6,76 m    |
| Brons  | Eef Kamerbeek    | 6,74 m    |

| rang   | atlete                | prestatie |
| ------ | --------------------- | --------- |
| Goud   | Joke Bijleveld        | 5,92 m    |
| Zilver | Paula van der Wegen   | 5,88 m    |
| Brons  | Mieke de Graaf-Schenk | 5,69 m    |

### Hink-stap-springen
| rang   | atleet       | prestatie |
| ------ | ------------ | --------- |
| Goud   | Henk Evers   | 14,05 m   |
| Zilver | H. Schothuis | 13,91 m   |
| Brons  | N. Spijker   | 13,77 m   |

### Hoogspringen
| rang   | atleet           | prestatie |
| ------ | ---------------- | --------- |
| Goud   | Harry van Kleef  | 1,90 m    |
| Zilver | Peter Niehorster | 1,80 m    |
| Brons  | Herman Timme     | 1,80 m    |

| rang   | atlete              | prestatie |
| ------ | ------------------- | --------- |
| Goud   | Nel Zwier           | 1,60 m    |
| Zilver | Marianne Kort       | 1,60 m    |
| Brons  | Paula van der Wegen | 1,55 m    |

### Polsstokhoogspringen
| rang   | atleet        | prestatie |
| ------ | ------------- | --------- |
| Goud   | Servee Wijsen | 3,55 m    |
| Zilver | Chris Gelens  | 3,50 m    |
| Brons  | Peter Gelens  | 3,40 m    |

### Kogelstoten
| rang   | atleet            | prestatie |
| ------ | ----------------- | --------- |
| Goud   | Cees Koch         | 15,71 m   |
| Zilver | Henk van Aarst    | 15,01 m   |
| Brons  | Piet van der Kruk | 14,25 m   |

| rang   | atlete               | prestatie |
| ------ | -------------------- | --------- |
| Goud   | Corrie van Wijk      | 13,83 m   |
| Zilver | Loes Boling          | 13,55 m   |
| Brons  | Corrie van den Bosch | 12,59 m   |

### Discuswerpen
| rang   | atleet        | prestatie |
| ------ | ------------- | --------- |
| Goud   | Cees Koch     | 52,60 m   |
| Zilver | Eef Kamerbeek | 46,97 m   |
| Brons  | Wim Schrieken | 44,12 m   |

| rang   | atlete               | prestatie |
| ------ | -------------------- | --------- |
| Goud   | Corrie Huigen        | 48,28 m   |
| Zilver | Loes Boling          | 47,61 m   |
| Brons  | Corrie van den Bosch | 43,46 m   |

### Speerwerpen
| rang   | atleet               | prestatie |
| ------ | -------------------- | --------- |
| Goud   | Frans van der Heyden | 65,30 m   |
| Zilver | Frans Reneerkens     | 63,36 m   |
| Brons  | Ben ten Holten       | 63,13 m   |

| rang   | atlete            | prestatie |
| ------ | ----------------- | --------- |
| Goud   | Wil van Montfoort | 46,03 m   |
| Zilver | Annie Hoogma      | 45,43 m   |
| Brons  | Bep van der Groep | 39,46 m   |

### Kogelslingeren
| rang   | atleet          | prestatie |
| ------ | --------------- | --------- |
| Goud   | Jan Romani      | 53,76 m   |
| Zilver | Gerard De Groot | 46,42 m   |
| Brons  | Jaap Lugten     | 41,50 m   |

### Tienkamp/Vijfkamp
| rang   | atleet           | prestatie |
| ------ | ---------------- | --------- |
| Goud   | Eef Kamerbeek    | 7295 p NR |
| Zilver | Wim Thissen      | 6077 p    |
| Brons  | Jelle Doornbosch | 5895 p    |

| rang   | atlete             | prestatie |
| ------ | ------------------ | --------- |
| Goud   | Toos Mutter        | 4371 p    |
| Zilver | Nel Zwier          | 4368 p    |
| Brons  | Paula van de Wegen | 4268 p    |

### Marathon
| rang   | atleet          | prestatie |
| ------ | --------------- | --------- |
| Goud   | Joop Frederiks  | 2:43.04,0 |
| Zilver | Gerard Kluivers | 2:47.30,0 |
| Brons  | Wil Kaljouw     | 2:49.45,0 |

### 20 km snelwandelen
| rang   | atleet         | prestatie |
| ------ | -------------- | --------- |
| Goud   | Jan Cijs       | 1:40.36,2 |
| Zilver | Cees den Elzen | n.b.      |
| Brons  | Lieuwe Schol   | n.b.      |

### 50 km snelwandelen
| rang   | atleet         | prestatie |
| ------ | -------------- | --------- |
| Goud   | Cees den Elzen | 5:05.08,0 |
| Zilver | Jan Cijs       | 5:07.38,8 |
| Brons  | Lieuwe Schol   | 5:15.15,0 |

1904 · 
1908 · 
1909 · 
1910 · 
1911 · 
1912 · 
1913 · 
1914 · 
1915 · 
1917 · 
1918 · 
1919 · 
1920 · 
1921 · 
1922 · 
1923 · 
1924 · 
1925 · 
1926 · 
1927 · 
1928 · 
1929 · 
1930 · 
1931 · 
1932 · 
1933 · 
1934 · 
1935 · 
1936 · 
1937 · 
1938 · 
1939 · 
1940 · 
1941 · 
1942 · 
1943 · 
1944 · 
1946 · 
1947 · 
1948 · 
1949 · 
1950 · 
1951 · 
1952 · 
1953 · 
1954 · 
1955 · 
1956 · 
1957 · 
1958 · 
1959 · 
1960 · 
1961 · 
1962 · 
1963 · 
1964 · 
1965 · 
1966 · 
1967 · 
1968 · 
1969 · 
1970 · 
1971 · 
1972 · 
1973 · 
1974 · 
1975 · 
1976 · 
1977 · 
1978 · 
1979 · 
1980 · 
1981 · 
1982 · 
1983 · 
1984 · 
1985 · 
1986 · 
1987 · 
1988 · 
1989 · 
1990 · 
1991 · 
1992 · 
1993 · 
1994 · 
1995 · 
1996 · 
1997 · 
1998 · 
1999 · 
2000 · 
2001 · 
2002 · 
2003 · 
2004 · 
2005 · 
2006 · 
2007 · 
2008 · 
2009 · 
2010 · 
2011 · 
2012 · 
2013 · 
2014 · 
2015 · 
2016 ·
2017 ·
2018 ·
2019 ·
2020 ·
2021 ·
2022 ·
2023 ·
2024 ·
2025